# 1780

## Родени
- Жан Батист Бори дьо Сен Венсан, френски учен
- 18 март – Милош Обренович, княз на Сърбия
- 19 август – Пиер-Жан дьо Беранже,

## Починали
- 29 ноември – Мария Тереза, австрийски монарх